# Afonso Madeira
Afonso Madeira (Séc. XIV) foi um escudeiro do rei D. Pedro I de Portugal. Segundo a crónica de Fernão Lopes, era favorito do rei. Foi castrado por ter sido apanhado a dormir com Catarina Tosse, mulher casada com Lourenço Gonçalves, o corregedor da corte.

## Afonso Madeira segundo Fernão Lopes
"Em esta sesão vivia com el-rei um bom escudeiro, e para muito, mancebo, e homem de prole, e n'aquelle tempo estremado em assignadas bondades, grande justador e cavalgador, grande monteiro e caçador, luctador e travador de grandes ligeirices, e de todas as manhas que se a bons homens requerem,--chamado por nome Affonso Madeira,--por a qual rasão o el-rei amava muito e lhe fazia bem gradas mercês. 
Este escudeiro se veiu a namorar de Catharina Tosse, e mal cuidados os perigos que lhe advir podiam de tal feito, tão ardentemente se lançou a lhe querer bem, que não podia perder d'ella vista e desejo: assim era traspassado do seu amor. Mas, porque lugar e tempo não concorriam para lhe fallar como elle queria, e por ter aso de a requerer ameude de seus deshonestos amores, firmou com o aposentador tão grande amisade que para onde quer que el-rei partia, ora fosse villa ou qualquer aldeia, sempre Affonso Madeira havia de ser aposentado junto, ou muito perto do corregedor. E havia já tempo que durava este aposentamento, sempre cerca um do outro; tendo bom geito e conversação com seu marido, por carecer de toda suspeita. 
Affonso Madeira tangia e cantava, afóra sua apostura e manhas boas já recontadas, de guisa que por aso de tal achegamento, com longa affeição e falas ameude, se gerou entre elles tal fructo, que veiu elle a acabamento de seus prolongados desejos.   E porque semelhante feito não é da geração das cousas que se muito encobram, houve el-rei de saber parte de toda sua fazenda, e não houve d'ello menos sentido que se ella fora sua mulher ou filha. E como quer que o el-rei muito amasse, mais que se deve aqui de dizer, posta de parte toda bemquerença, mandou-o tomar dentro em sua camara, e mandou-lhe cortar aquelles membros que os homens em mór preço tem: de guisa que não ficou carne até aos ossos, que tudo não fosse corto. E pensaram Affonso Madeira, e guareceu, e engrossou em pernas e corpo, e viveu alguns annos engelhado do rosto e sem barbas, e morreu depois de sua natural morte."
Chronica de el-rei D. Pedro I por Fernão Lopes, CAPITULO VIII - Como el-rei mandou capar um seu escudeiro, porque dormiu com uma mulher casada

## Afonso Madeira na Literatura
Afonso Madeira é uma das personagens históricas do romance histórico de João Aguiar, Inês de Portugal.